# 徳島県営蔵本球場

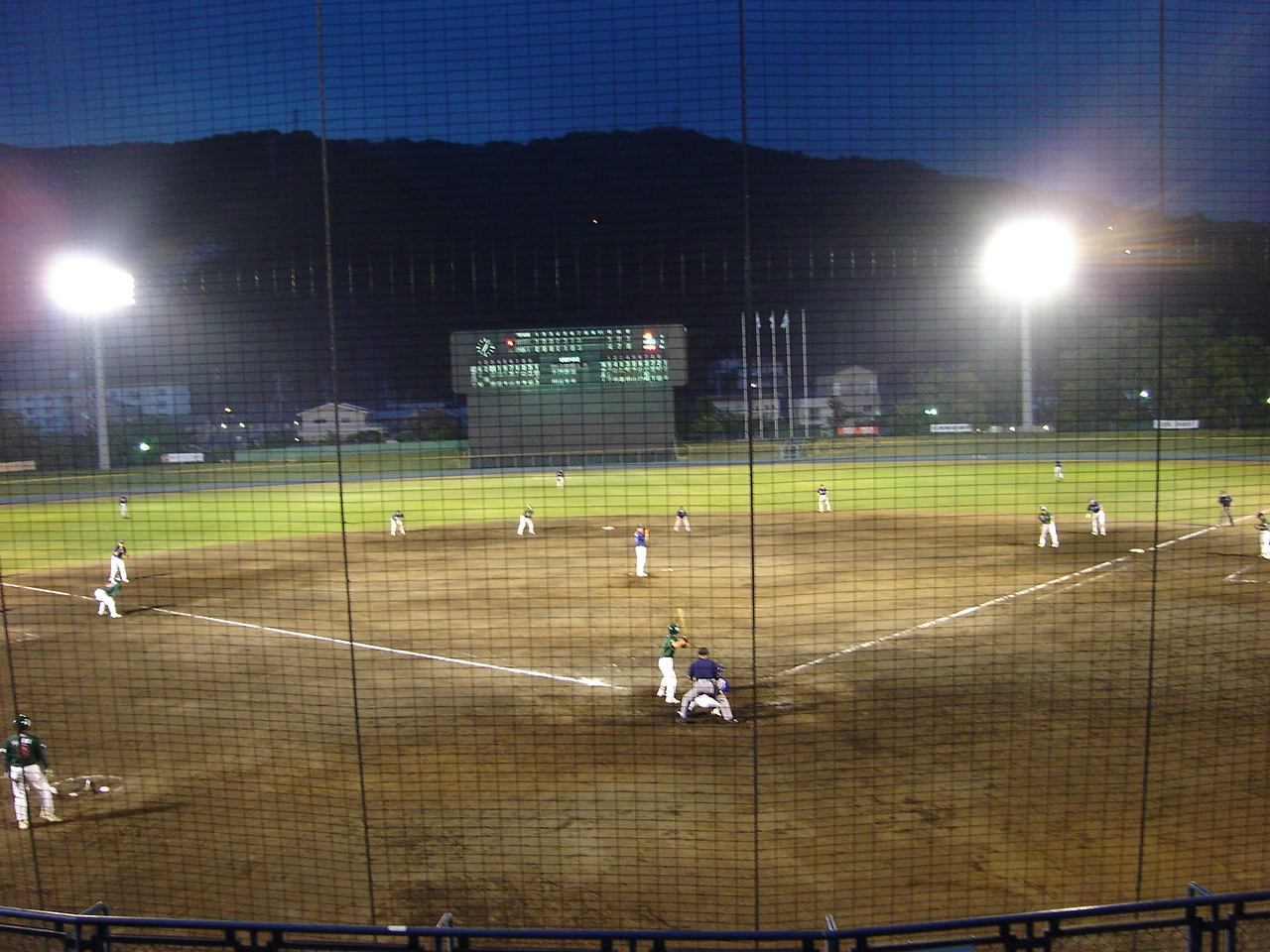
徳島県営蔵本球場 ナイター

徳島県営蔵本球場（とくしまけんえいくらもときゅうじょう）は、徳島県徳島市の蔵本運動公園内（徳島大学蔵本キャンパス横）にある硬式野球場。

## 概要
1952年、旧陸軍歩兵第43連隊練兵場跡地に開設。開設後は主に高校野球徳島大会の会場として使用されているが、プロ野球も5試合が開催されたことがある。
1957年にはプロ野球の大阪タイガースが春季キャンプを行った球場でもある。
また過去にはサッカーの公式戦も行われており、1981年にはサッカー日本代表の親善試合やジャパンカップキリンワールドサッカーの会場としても使用されている。
2005年から四国アイランドリーグplus・徳島インディゴソックスの主催試合が行われている。発足当時は徳島県鳴門総合運動公園野球場（オロナミンC球場）、2008年から2009年までは徳島県南部健康運動公園野球場（アグリあなんスタジアム）に次ぐ準本拠地という位置づけであった。2010年と2011年の日程では主催試合中最多の試合数を開催する予定となっていたが、いずれも天候不順による振替により、最終的にはアグリあなんを下回った。2011年には徳島が初めて出場したリーグチャンピオンシップやグランドチャンピオンシップの試合が当球場で開催された。2012年シーズンは公式戦36試合中23試合と福岡ソフトバンクホークス三軍との交流戦4試合すべてを開催し、事実上本拠地球場の位置づけとなった。2013年、2014年、2017年、2019年にもグランドチャンピオンシップの試合会場となっている（リーグチャンピオンシップは2011年と2013年はオロナミンC球場を併用。また2019年のグランドチャンピオンシップは主催3試合中1試合で残り2試合はオロナミンC）。
2011年3月1日より5年間の契約で徳島県信用農業協同組合連合会（JAバンク徳島）が命名権を獲得し、「JAバンク徳島スタジアム」（ジェイエイバンクとくしまスタジアム）の愛称が付けられていた。その後、契約の延長により、この愛称は2021年2月28日まで使用された。2021年、契約満了による命名権者の公募により新たに医療法人むつみホスピタルが3年間の期限で命名権者となり、2021年3月1日からは「むつみスタジアム」の愛称が使用されている。

## 施設概要
鉄筋コンクリート造3階建
- グラウンド面積：12,976m2
- 両翼100 m、中堅116 m
- 内野：土、外野：天然芝
- 収容人員：15,976 人（内野：5,976人、外野：10,000人）
- スコアボード：磁気反転式
- ナイター設備4基（内野：500Lx、外野：300Lx）

## 公園内の施設
- 徳島県蔵本公園プール
- 蔵本テニスコート
- 体育ホール
- 相撲場

## 交通機関
- JR徳島線 蔵本駅より徒歩10分。
- JR高徳線 徳島駅より路線バス、グランド前バス停下車。
- マイカー利用の場合は高松自動車道板野インターまたは徳島自動車道藍住インターから25分前後。

## プロ野球公式戦開催実績
- 1954年7月15日 - 広島カープ 4-9 中日ドラゴンズ 観衆：5,000人
- 1961年4月25日 - 南海ホークス 7-2 近鉄バファロー 観衆：4,000人
- 1973年5月13日 - 南海ホークス 2-0 ロッテオリオンズ（ダブルヘッダー第1試合） 観衆：13,000人
- 1973年5月13日 - 南海ホークス 0-1 ロッテオリオンズ（ダブルヘッダー第2試合） 観衆：13,000人
- 1975年5月17日 - 日本ハムファイターズ 3-7 阪急ブレーブス 観衆：7,000人

## できごと
2025年5月28日に実施された徳島対阪神2軍の交流戦で、試合中に照明装置が不調となり、途中で中止（ノーゲーム）となった。

## 脚註
1. ↑  松木謙治郎『大阪タイガース球団史』恒文社 「昭和32年」の項に記載あり。
2. ↑  国際親善試合 - 日本サッカー協会、2021年9月9日閲覧。
3. ↑  ジャパンカップキリンワールドサッカー81 - キリンホールディングス、2021年9月9日閲覧。
4. ↑  徳島県蔵本公園のネーミング・ライツ制度パートナー企業の決定について - 徳島県（2021年2月3日）2021年3月9日閲覧。
5. ↑  「【阪神】２軍交流試合でファン「徳島を嫌いにならないで～」四国IL徳島戦が照明不具合で中止」『日刊スポーツ』2025年5月28日。2025年5月28日閲覧。
6. ↑  「阪神２軍　照明ダウンで交流試合が異例のノーゲーム　平田２軍監督が涙の徳島ＩＳ社長励ます「気持ちは伝わってきた」「一生懸命やってくれた」」『デイリースポーツ』2025年5月28日。2025年5月28日閲覧。